# SN 2003H
SN 2003H – supernowa typu Ib-pec odkryta 8 stycznia 2003 roku w galaktyce NGC 2207. W momencie odkrycia miała maksymalną jasność 17,80m.